# Єленець (Куявсько-Поморське воєводство)
Єленець (пол. Jeleniec, нім. Gelens) — село в Польщі, у гміні Папово-Біскупи Хелмінського повіту Куявсько-Поморського воєводства.
Населення — 480 осіб (2011).
У 1975-1998 роках село належало до Торунського воєводства.

## Демографія
Демографічна структура станом на 31 березня 2011 року:
|          | Загалом | Допрацездатний вік | Працездатний вік | Постпрацездатний вік |
| -------- | ------- | ------------------ | ---------------- | -------------------- |
| Чоловіки | 249     | 59                 | 171              | 19                   |
| Жінки    | 231     | 42                 | 133              | 56                   |
| Разом    | 480     | 101                | 304              | 75                   |